# Parc régional du Bois de Belle-Rivière
Pour les articles homonymes, voir Belle Rivière.
Le Parc régional du Bois de Belle-Rivière (désigné aussi: Parc régional éducatif du Bois-de-Belle-Rivière) est un parc régional situé dans la ville de Mirabel, dans la région administrative des Laurentides, au Québec (Canada).

## Géographie
Ce parc comporte une superficie de 176 ha.

## Principales activités
Ce parc régional offre un réseau de sentiers de randonnée pédestre, qui traversent les deux jardins et une forêt sauvage. Le site Internet du parc indique que les chiens peuvent accompagner leur maître. Le sentier artistique Art 3 permet d'admirer plusieurs œuvres d'art (d'artistes de la région et d'ailleurs) dont la conception est en harmonie avec la nature. Le parc compte aussi de nombreuses aires de pique-nique.
Le parc offre aussi des activités de chasse aux trésors et de rallyes par GPS. L'objectif de l'activité est de découvrir des indices en parcourant les sentiers. Les usagers peuvent aussi pratiquer le Disc Golf qui se pratique selon les mêmes règles de base du golf; toutefois la balle et les bâtons sont substitués par l'usage d'un "frisbee"; et un panier remplace le trou.
Le parc est doté d'une infrastructure pour la baignade qui comporte plusieurs plans d'eau (notamment le bassin Naya), deux jeux d'eau et une pataugeoire. Les visiteurs peuvent aussi pratiquer la pêche à la truite arc-en-ciel dans quelques étangs.
En hiver, les usagers peuvent patiner librement sur un sentier de glace de 2,5 km en forêt. Le parc offre aussi 7 km de piste de ski de randonnée de niveau débutant ou l'activité de raquette hors piste. La pente de glisse sur tubes a une hauteur de 20 m. Le parc organise des soirées illuminées de douces lumières multicolores.
Le parc est doté d'un observatoire d'astronomie. Le site de l'observatoire se situe dans une région cotée 5 sur l'échelle de Bortle (soit l'échelle de luminosité du ciel nocturne). Cette situation favorise l'observation du ciel car le site est entouré de terres agricoles. Cette observatoire est aménagée sur une colline de 23 mètres de hauteur, permettant d'obtenir une vue dégagée sur 360 degrés.
Le club d'ornithologie de Mirabel offre plusieurs activités au grand public dans le bois de Belle-Rivière. Cette forêt comporte plusieurs espèces d'oiseaux. Le parc offre aussi un parc à chien d'une superficie de 50 000 pieds carrés.
Le parc offre un service de location de cinq refuges pour l'hébergement en famille (4 à 15 personnes). Le parc offre aussi un centre de location pour les activités pratiquées dans le parc et les événements.

## Toponymie
Le nom du parc doit son nom au bois de Belle-Rivière.[réf. souhaitée]